# Sergej Agababov
Sergej Agababov (Makhachkala, 25 ottobre 1926 – Mosca, 23 ottobre 1959) è stato un compositore armeno naturalizzato sovietico.

## Biografia
Sergej Agababov nacque il 25 ottobre 1926 a Makhachkala. Nel 1951 si laureò con lode sia all'Istituto Medico del Daghestan che alla Scuola di Musica, dove scrisse le sue prime canzoni, Figlia del Daghestan e Canzone dei Petrolieri. Dopo aver scelto la musica, entrò al Conservatorio di Mosca nel 1952 nella classe di composizione di Anatolij Aleksandrov.

## Morte
Il 23 ottobre 1959, due giorni prima del suo 33° compleanno, Agababov salì a bordo del volo Aeroflot 200, un Ilyushin Il-14 in volo da Baku a Mosca con scali a Machačkala, Astrachan' e Stalingrado. Le condizioni meteorologiche ritardarono il volo fin dall'inizio. Il velivolo arrivò a Stalingrado con un ritardo di oltre due ore. Alle 14:20 l'aereo si avvicinò a Vnukovo, ma l'aeroporto era chiuso a causa delle condizioni meteorologiche. Due ore dopo il decollo ritornò a Stalingrado. Alle 18:50 l'equipaggio, in servizio da quasi 14 ore, effettuò un secondo decollo. Alle 22:10, durante l'avvicinamento all'aeroporto di Vnukovo, in una zona con bassa nuvolosità, mentre cercava di atterrare, l'aereo toccò degli alberi a 700 metri dalla pista, cadde nella foresta e si distrusse bruciando. Solo un passeggero a bordo sopravvisse allo schianto, mentre tutti e 5 i membri dell'equipaggio e gli altri 23 passeggeri, tra cui Sergei Artemyevitch Agababov, morirono.

## Onorificenze
Due scuole di musica e una strada di Makhachkala sono state intitolate ad Agababov e, nel 2010, è stata inaugurata una targa commemorativa sulla casa in via Buinakskaya dove era nato e cresciuto.